# Бикетов, Иван Владимирович
Иван Владимирович Бикетов (1915—1958) — подполковник Советской Армии, участник Великой Отечественной войны, Герой Советского Союза (1943).

## Биография
Иван Бикетов родился 26 декабря 1915 года в селе Лозово-Павловский рудник (ныне — посёлок Павловка Свердловского городского совета Луганской области Украины) в рабочей семье. До 1932 года учился в семилетней школе Кадиевского района Луганской области и школе фабрично-заводского ученичества в Ставрополе. Одновременно учился на вечерних курсах горного техникума, но полностью его не окончил. В 1933 году работал на ставропольском заводе электроустановщиком. В 1934—1937 годах был электрослесарем на коксохимзаводе № 14 Кадиевского района. В 1937—1939 годах работал на донбасских шахтах, был вагонщиком, забойщиком, десятником, помощником начальника участка шахты № 3/4.
В декабре 1939 года был призван на службу в Рабоче-крестьянскую Красную Армию. До июня 1940 года был красноармейцем 530-го стрелкового полка Одесского военного округа. В сентябре 1941 года Бикетов окончил Краснодарское артиллерийско-миномётное училище.
С января 1942 года — на фронтах Великой Отечественной войны. В сентябре 1941 года — июне 1942 года командовал батареей миномётов 193-го кавалерийского полка 172-й кавалерийской дивизии. В июне 1942 года — апреле 1943 года командовал артиллерийско-миномётного дивизиона 40-й мотострелковой бригады Северо-Кавказского фронта. В апреле 1943 года — январе 1944 года был начальником артиллерии 48-го стрелкового полка 38-й стрелковой дивизии 40-й армии Воронежского фронта.
18 мая 1942 года на горе Еникале был ранен и контужен в голову. Вторично был ранен и контужен во второй раз во время битвы за Днепр. В ночь с 23 на 24 сентября 1943 года в районе села Григоровка Каневского района Черкасской области Украинской ССР, несмотря на массированный пулемётный и артиллерийский огонь, майор Бикетов оперативно организовал переправу артполка на западный берег Днепра. Утром 24 сентября плацдарм был захвачен. Бикетов лично принимал активное участие в отражении контратак противника.
Указом Президиума Верховного Совета СССР от 23 октября 1943 года за «образцовое выполнение боевых заданий командования на фронте борьбы с немецко-фашистскими захватчиками и проявленные при этом мужество и героизм» майор Иван Бикетов был удостоен высокого звания Героя Советского Союза с вручением ордена Ленина и медали «Золотая Звезда» за номером 1771.
В январе 1944 года — октябре 1945 года Бикетов был заместителем командира по строевой части 480-го артиллерийско-миномётного полка. В октябре 1945 — октябре 1946 года он командовал 447-м миномётным полком 502-й артиллерийской бригады 316-й стрелковой дивизии Прикарпатского военного округа. В октябре 1946 года в звании подполковника Бикетов был демобилизован по болезни.
До августа 1947 года работал агроинструкторов на Гоноровском сахарном заводе в селе Дзеговка Ямпольского района Винницкой области. В августе 1947 года — марте 1948 года был председателем сельсовета в Дзеговке. Затем переехал в Ворошиловград (ныне — Луганск). В мае 1948 года — августе 1949 года был инженером на заводе Министерства путей сообщения. В октябре 1949 года — июне 1950 года работал помощником директора по кадрам мелькомбината № 7, в ноябре 1950 года — апреле 1951 года — начальником отдела завода Министерства путей сообщения. В мае 1951 года был уволен. Умер 4 сентября 1958 года.
Был также награждён орденами Красного Знамени и Отечественной войны 1-й степени, а также рядом медалей.